# RCW 83
RCW 83 è una nebulosa a emissione visibile nella costellazione australe del Centauro.
Appare come una nube piuttosto estesa situata nella parte meridionale della costellazione, a breve distanza angolare dalla brillante stella Hadar, di magnitudine 0,61. Data la sua declinazione fortemente australe, la sua osservazione è possibile solo dalle regioni dell'emisfero australe terrestre e da quelle tropicali dell'emisfero boreale; dall'emisfero sud appare circumpolare fino alle latitudini subtropicali. Il periodo più indicato per la sua osservazione nel cielo serale va da marzo a settembre.
Si tratta di una regione H II di notevole estensione situata sul bordo esterno del Braccio del Sagittario alla distanza di circa 1500 parsec (4900 anni luce); le principali fonti della sua ionizzazione sarebbero due stelle di grande massa, la stella blu HD 123590 di classe spettrale O7.5V e la gigante blu HD 122669, di classe B1III. Al suo interno sono attivi alcuni processi di formazione stellare, testimoniati dalla presenza di sorgenti di radiazione infrarossa, una delle quali identificata dall'IRAS (IRAS 14051-6147), mentre non si rilevano sorgenti di onde radio. Si ritiene che questa nube e la vicina RCW 85 siano parte di un esteso complesso nebuloso situato ad est della brillante associazione Centaurus OB1, una grande associazione OB posta a pari distanza dalla nube che conta oltre una ventina di stelle giovani e massicce delle prime classi spettrali e due stelle di Wolf-Rayet.